# Centro Comercial Oasis Plaza
El centro comercial Oasis Plaza es un centro comercial colombiano ubicado en la Comuna 6 de la ciudad de Neiva. Se ha construido en una sola etapa inaugurándose el 8 de diciembre de 2011 con 60 locales comerciales sumando un área total de 12 000 m constituyendo el primer centro comercial del sur de la ciudad y el primero de la marca Yep en Colombia. El Almacén Yep es su principal tienda ancla, con un área de 1 500 m².

## Historia
Dado el creciente auge de centros comerciales en el país, Almacenes Yep incursionó en este nuevo mercado anunciando el lanzamiento del Centro Comercial Oasis Plaza el 7 de mayo de 2010 en un lote de 9 500 m² sobre la Avenida Máx Duque que termina en el corregimiento del Caguán en el sur de la ciudad de Neiva. Paralelamente se proyectó el Centro Comercial Morichal Plaza que será construido en la ciudad de Yopal.
Oasis Plaza abrió sus puertas al público el día 8 de diciembre de 2011 con 64 locales comerciales, 52 parqueaderos, plazoleta de comidas, zona de juegos, banco davivienda y un Almacén Yep. Posteriormente el 18 de julio de 2012 se inauguraron cuatro salas de cine Multiplex Cinelandia con capacidad total de 252 sillas para la sala 3D, mientras que en las salas de 35 milímetros la capacidad es para 162 personas. También se dio apertura de la Discoteca Oasis que recibe a artistas de talla nacional.

## Grandes almacenes
Entre las tiendas ancla que tienen presencia en el centro comercial se identifican:
- Almacenes Yep
- Cinelandia — 4 salas de cine